# 청해진
청해진(淸海鎭)은 후기신라 흥덕왕 3년(828년) 장보고(張保皐)의 청에 따라 지금의 전라남도(全羅南道) 완도군(莞島郡) 장도에 설치하였던 진(鎭)이다. 초기에는 해적을 방비하기 위한 군사거점으로서 설치되었으며 이후 해상무역의 주요 거점으로서 경제적으로도 번영을 누렸다.

## 개요
장보고는 원래 신라의 해안 지역 출신으로 일찍이 친구 정년과 함께 당으로 건너가 서주(徐州)의 무령군중소장(武寧軍中小將)을 지냈으며, 신라로 돌아와서는 당의 해적들이 신라 주민을 잡아다 노비(奴婢)로 팔고 있는 실상을 보고하면서 해적을 소탕하기 위한 군사거점으로서 청해진을 설치하도록 허락해줄 것을 왕에게 청했다. 왕은 이를 수락하여 흥덕왕 3년(828년) 4월 장보고를 청해진대사(淸海鎭大使)로 임명하였다.
《삼국사기(三國史記)》에는 장보고가 세운 청해진이 신라 바닷길의 요충지로 다른 이름은 조음도(助音島)이며, 《삼국사기》가 편찬될 당시에 이미 지금의 이름과 같은 완도(莞島)라 불리던 섬이라고 설명하고 있다. 완도는 조선 시대(朝鮮時代)에는 전라도(全羅道) 해남현(海南縣)과 강진현(康津縣)에 나누어 속했다.
청해진을 거점으로 장보고는 1만 명의 군사를 거느리고 해안에 출몰하던 해적을 소탕하는 한편, 중국 · 일본 간의 해상무역에도 개입해 부를 쌓았다. 이로써 청해진은 해상무역의 거점 항구로서 성장하여 바닷길의 요충이 되었으며, 재력에 겸해 무력까지 갖추고 신라 정계의 왕위 다툼에도 개입해 무력으로 민애왕을 죽이고 신무왕을 옹립하기도 했다. 그러나 자신의 딸을 문성왕의 차비(次妃)로 들이려던 시도가 실패로 돌아가고 얼마 지나지 않아 장보고는 조정에서 보낸 자객 염장에게 살해되었고, 문성왕 13년(851년) 청해진은 폐지되고 그곳에 살던 주민들은 벽골군으로 옮겼다.
《삼국사기》 권제32 잡지(雜志)제1 제사조에는 신라에서 중사(中祀)로서 제사지내던 곳의 하나로서 청해진이 언급되어 있다.

## 규모 · 위치

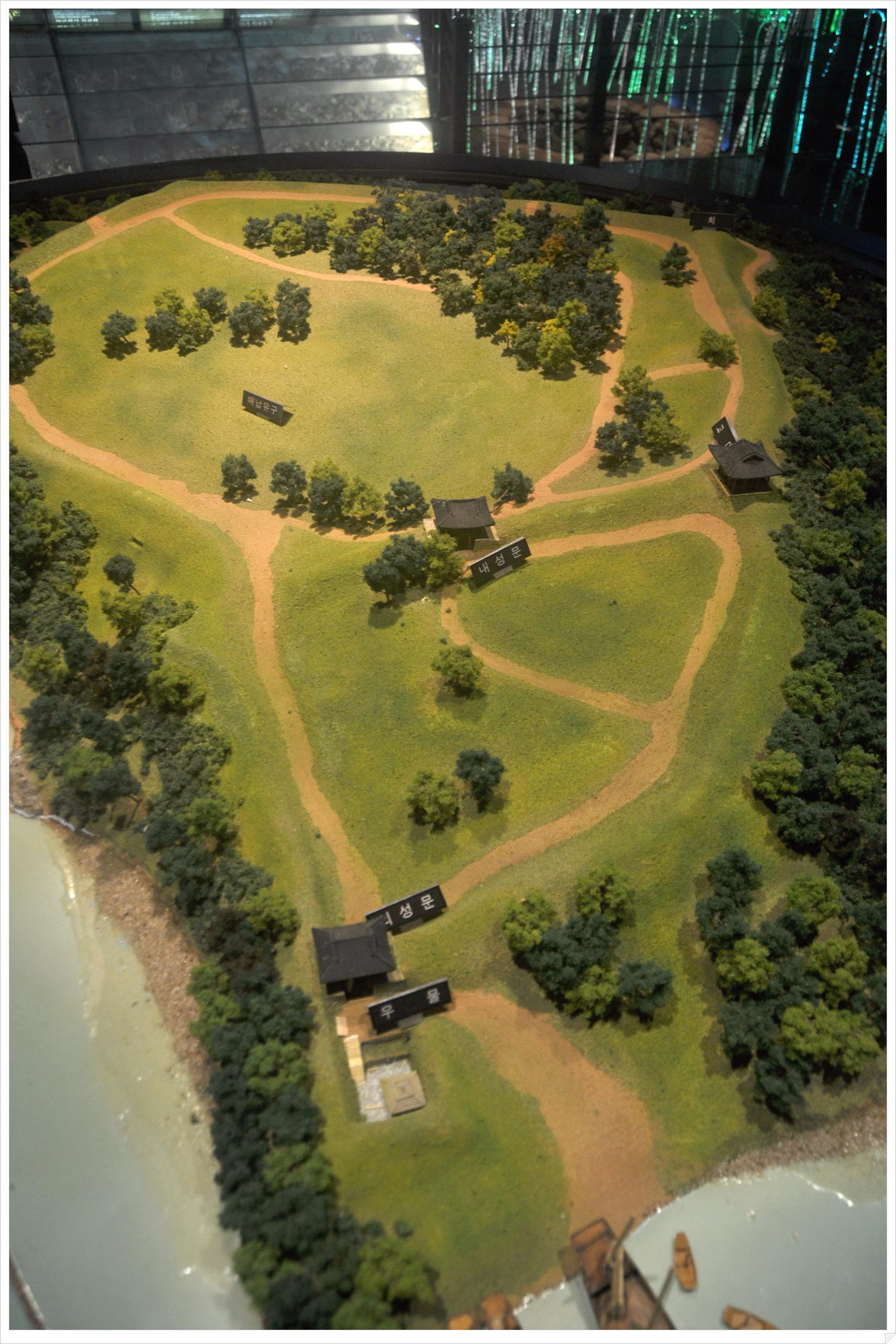
장보고 기념관에 전시된 청해진 전체 복원 모형

한국의 해양사를 연구한 동국대학교 윤명철 교수는 고대 신라와 당을 오가는 항로로서 다음과 같은 세 가지 루트를 지적하였는데,
1. . 황해중부 횡단항로 - 산둥반도의 등주 · 적산 및 밀주 등지에서 출발하여 150여 km를 횡단해 한반도의 백령도 · 덕적도 등 경기도 연안에 도착, 여기서 다시 남쪽으로 한반도 서해안을 따라 영산강 하구권의 고이도나 무주 같은 항구나 주변 해역 등을 거치는 루트.
2. . 황해남부 사단항로 - 지금의 전라남도 등지의 해안에서 출발해 사선으로 비껴서 항해하여 장강 하구의 장쑤성(江蘇省) · 저장성(折江省) 항저우 및 밍저우(닝보)와 그 외곽의 저우산 군도(舟山群島) 등의 중국 강남 지역 항구로 도달하는 루트(역루트도 가능하다).
3. . 동중국해 사단항로 - 절강 이남 지역을 출발하여 지금의 동중국해와 제주도 해역, 흑산도, 황해 남부를 거쳐 신라로 도달하는 루트.

등이 있다. 이들 항로에서 중국측 선착지인 산둥반도의 등주 · 밀주, 양자강 하구의 쑤저우나 양저우, 항저우와 밍저우 등지에는 당에 체류하는 신라인들이 모여사는 신라방(일종의 「신라인 자치주」)이 존재했으며, 당시의 항해 기술의 한계 때문에서라도 가능한 육지와 멀리 떨어지지 않은 연근해 항로를 이용해야 했던 실정상 당 - 신라뿐 아니라 당 - 일본의 항로 또한 한반도 남부 해안을 통과하지 않으면 안 되었다. 이 과정에서 서해에서 남해로 돌아가는 지점에 청해진이 있었다.
청해진이 위치한 완도 일대는 남북 연근해항로가 통과하는 곳으로 한반도에서는 남해와 서해가 만나는 지점이자, 중국 강남 지역에서 한반도로 북상하는 항로가 만나는 곳이기도 했다. 한반도 서남해의 리아스식 해안과 밀접한 섬임에도 불구하고 조수간만의 차가 심하지 않은 데다 일단 섬 내부로 들어오면 파도도 일지 않고, 부두에 가까운 곳에 산이 이어져 있어 방어거점으로서도 유리했으며, 강진, 해남 등의 배후도시가 존재했다.

## 유적지
완도 청해진 유적(莞島 淸海鎭 遺蹟)은 전라남도 완도군 완도읍 장좌리 734 장도(將島)에 있는 통일신라시대의 군진(軍鎭) 유적이다. 1984년 9월 1일 사적 제308호에 지정된 '완도 청해진 유적(莞島 淸海鎭 遺蹟)'은 완도에서 목교(木橋)로 이어진 장도라는 섬이다. 완도에서 장도까지의 거리는 약 180m쯤 되고 하루 2차례씩 썰물 때는 바닥이 드러나 걸어갈 수도 있다. 9세기 통일신라시대의 무장 장보고 장군은 이곳에 청해진을 설치하고 해적을 소탕하여 삼해(三海)의 해상권을 장악한 해상교역로의 본거지로서 중요한 역사적 유적이다.
완도 청해진 유적지는 발견전까지 인근 지역 주민들이 밭으로 사용하는 등 오랜 세월 땅 밑에 묻혀 빛을 보지 못했다. 그러다 1959년 태풍 사라 이후에 드러난 목책(원목열)으로 인해 비로소 세상에 알려지게 되었다. 이후 1991년에서 1996년에 걸쳐 국립문화재연구소의 철저한 발굴조사를 통해 지금과 같은 모습으로 복원되었다.

### 유적 및 유물
- 목책(원목열): 섬 입구 방어용 목책으로 추정되는 원목렬은 총 길이 331m로 대부분 참나무 기둥을 사용하였다. 이 원목렬 시료를 방사성탄소연대측정법에 의해 분석한 결과, 9세기 중반경으로 확인되었다. 이로써 장보고 장군이 활동한 9세기경에 축성·사용된것이 과학적인 근거에 의해 밝혀지게 되었다.[3]
- 청해진 성(城): 총 길이 890m로 축성방법이 1단 또는 2단의 돌을 폭 5-6m 간격을 두고 평행으로 배열한 뒤, 그 안쪽을 주변의 흙으로 겹겹히 다져 단단하게 쌓아 올린 판축(版築)기법이 사용되었다.[3]
- 법화사터: 장좌리 뒤쪽 상황봉 기슭에 장보고가 산동성 적산에 세웠던 법화원을 본떠서 세웠다고 전하지는 법화사터가 있다.
- 'ㄷ'자형 판축유구(版築遺構)와 우물: 'ㄷ'자형 판축유구는 해안 구조물로서 국내는 물론 중국이나 일본에서도 그 유례가 없는 것으로 알려져 있다. 'ㄷ'자형 판축유구는 우물을 보호하고 외성문을 보완하는 기능을 하고 있다. 우물은 잔존 깊이 5.8m이며, 이곳에서는 주름무늬병과 철제편 등 다양한 유물이 출토되었다.[4]
- 외성문: 성의 내외를 연결하는 통로로서 유사시 적의 공격을 저지하고 적을 역습하거나 격퇴하는 통로이다.[4]
- 내성문: 성의 내부에 있는 두번째 출입문으로 방어의 기능을 하고 있다.[4]
- 고대(高臺): 동서로 이어지는 청해진 남쪽 성벽의 높은 중간지점에 위치하고 있으며 외국에서 내륙으로 통하는 길목으로 연안의 상선과 해적을 감시하기 유리한 곳이다.[4]

## 관련 사진

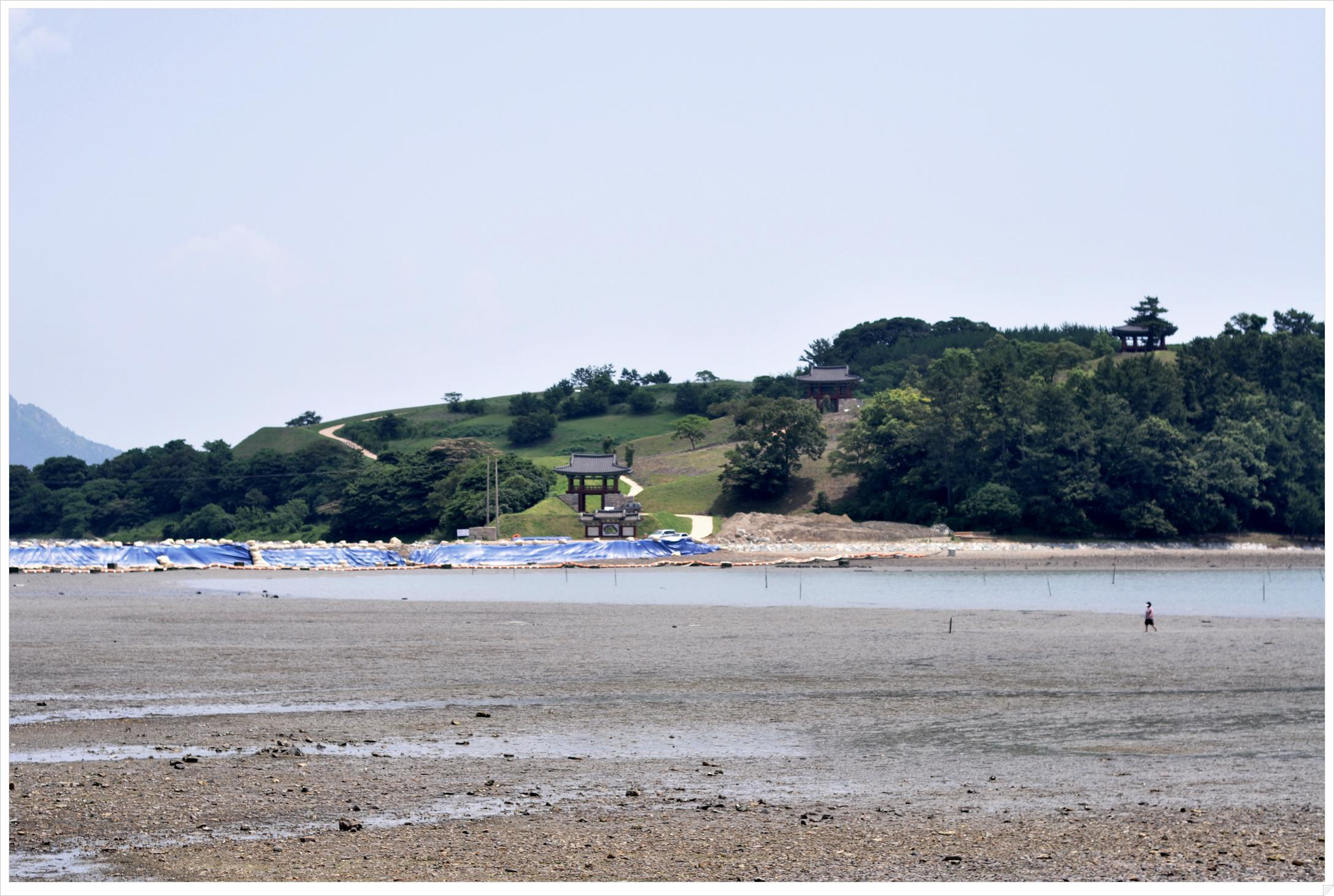
청해진 진입로에서 찍은 전경. 왼쪽부터 외성문, 내성문, 그리고 사당이다.
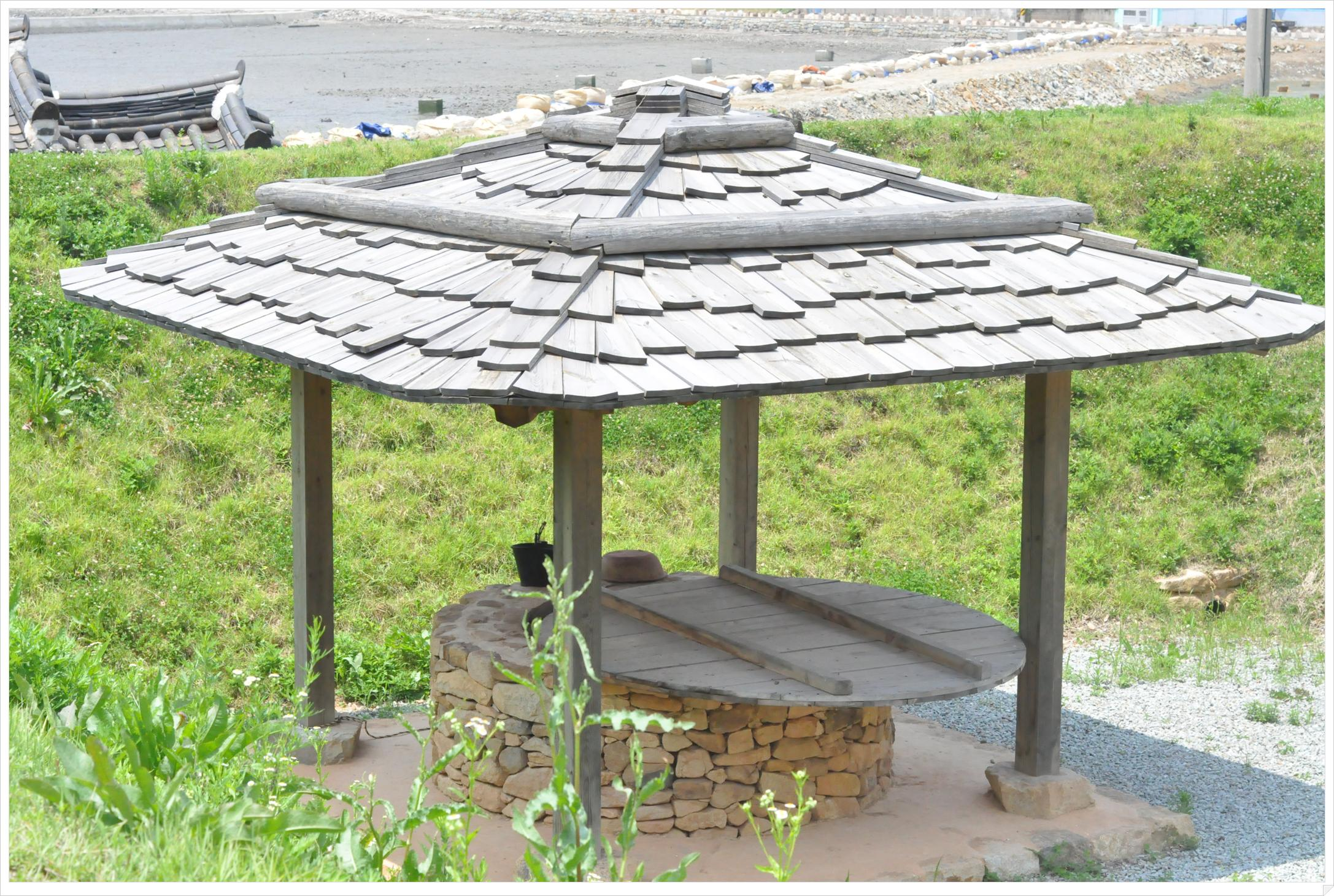
청해진 외성문 앞의 대형 우물. 우물이 외성문 밖에 있는 것도 특이점이며, 우물 주변으로도 흙으로 성벽을 쌓았다.
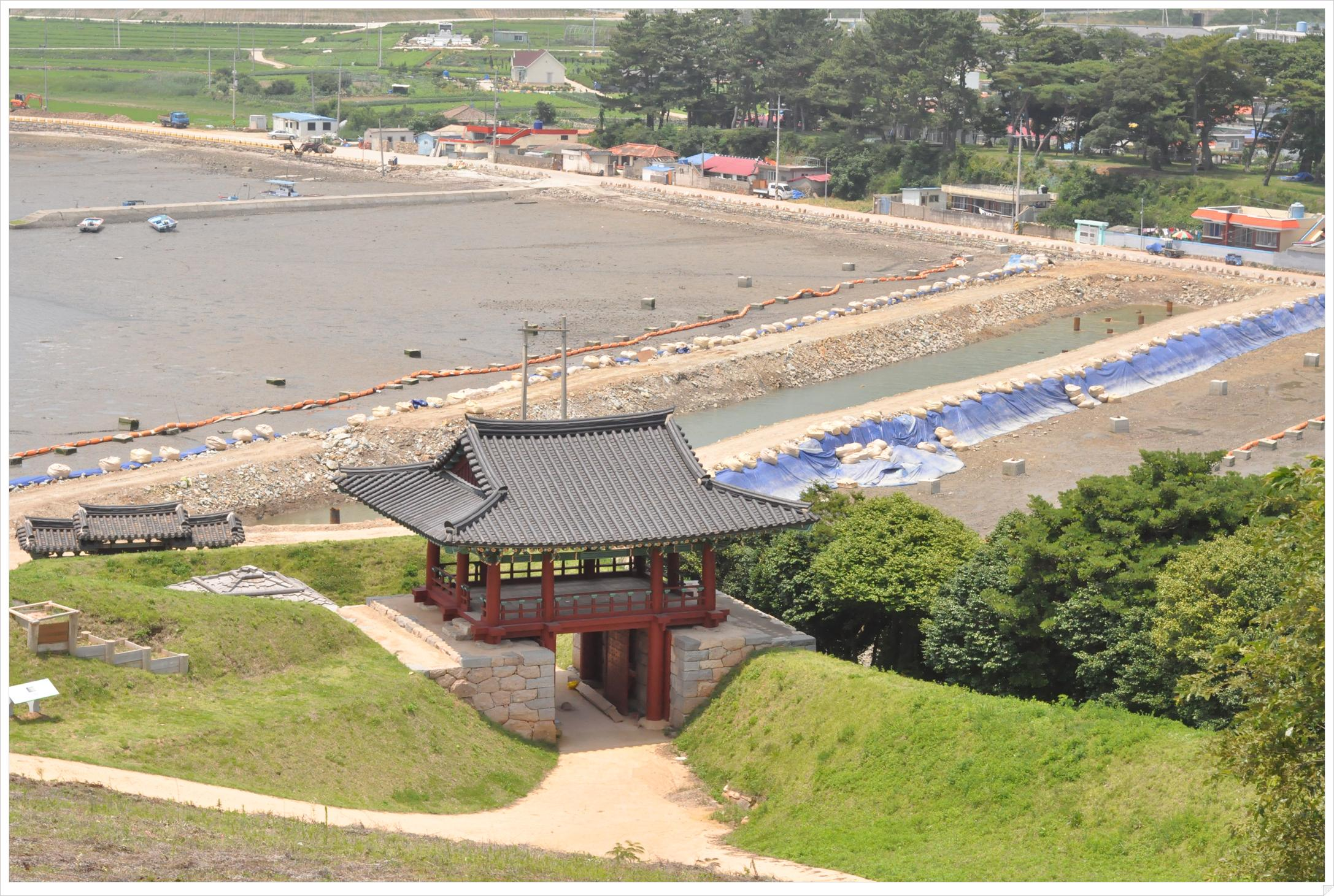
내성문에서 바라본 외성문.
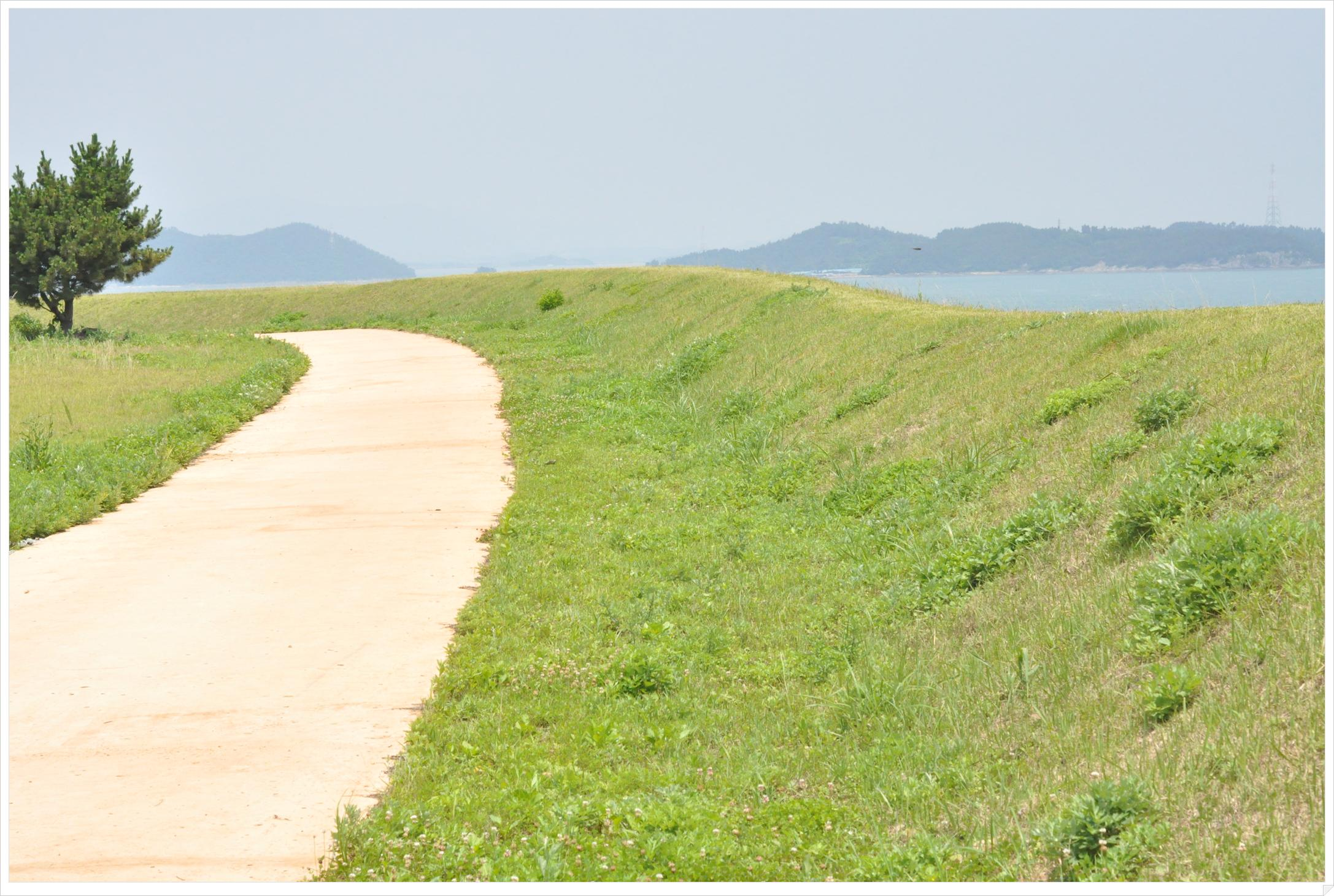
성벽의 일부
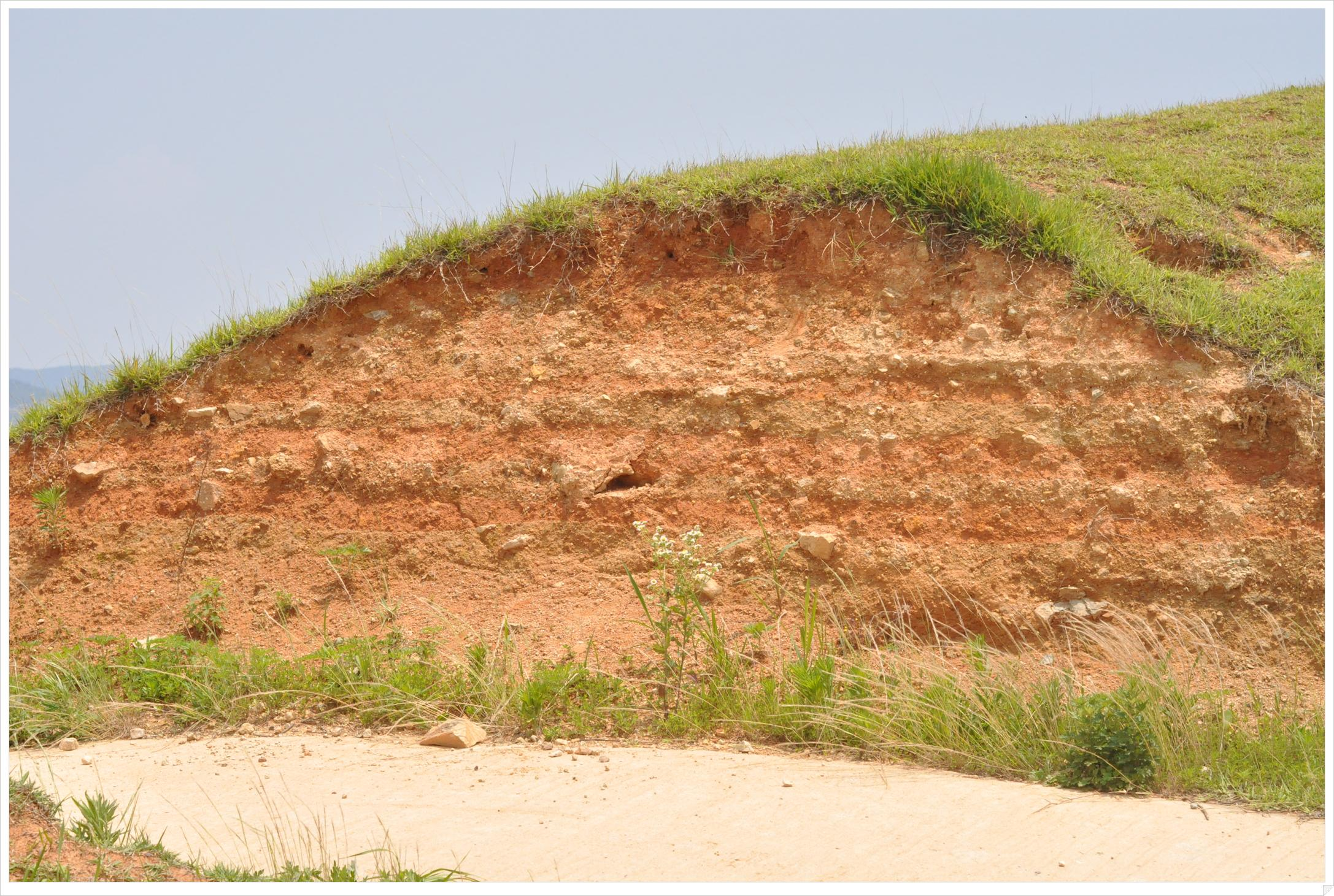
성벽 일부를 절개하여 판축 상태를 보여주고 있다.
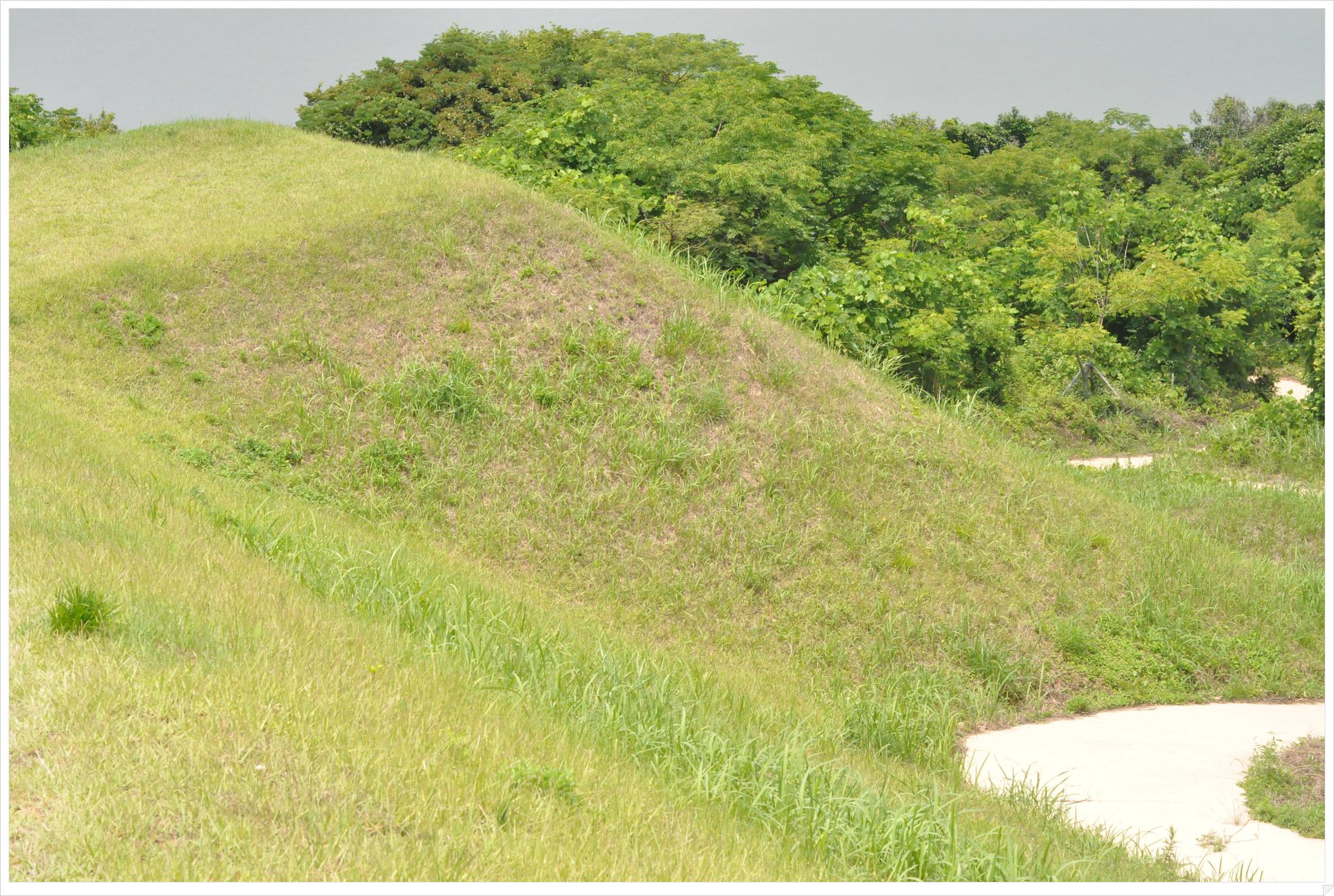
치의 모습. 현재 청해진에는 2개의 치가 보존되어 있다.
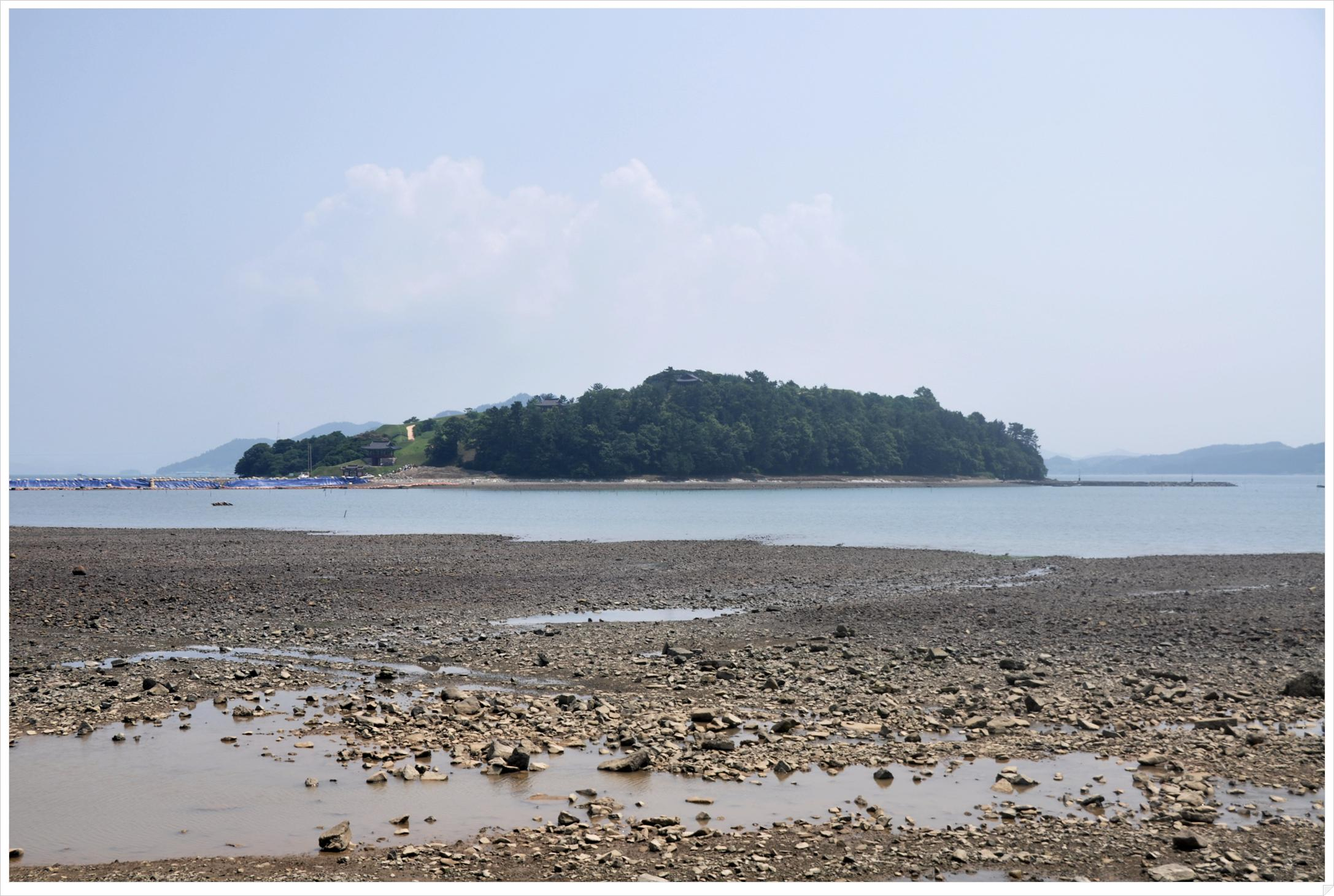
청해진이 설치되었던 지금의 장도 전경

## 같이 보기
- 장보고
- 완도군
- 완도 청해진 유적지
- 바다의 날 - 청해진을 설치한 날을 기념하여 정하였다.
- 당성진
- 패강진
- 혈구진

## 참고 자료
- 청해진 - 국가유산청 국가유산포털